# Enduro

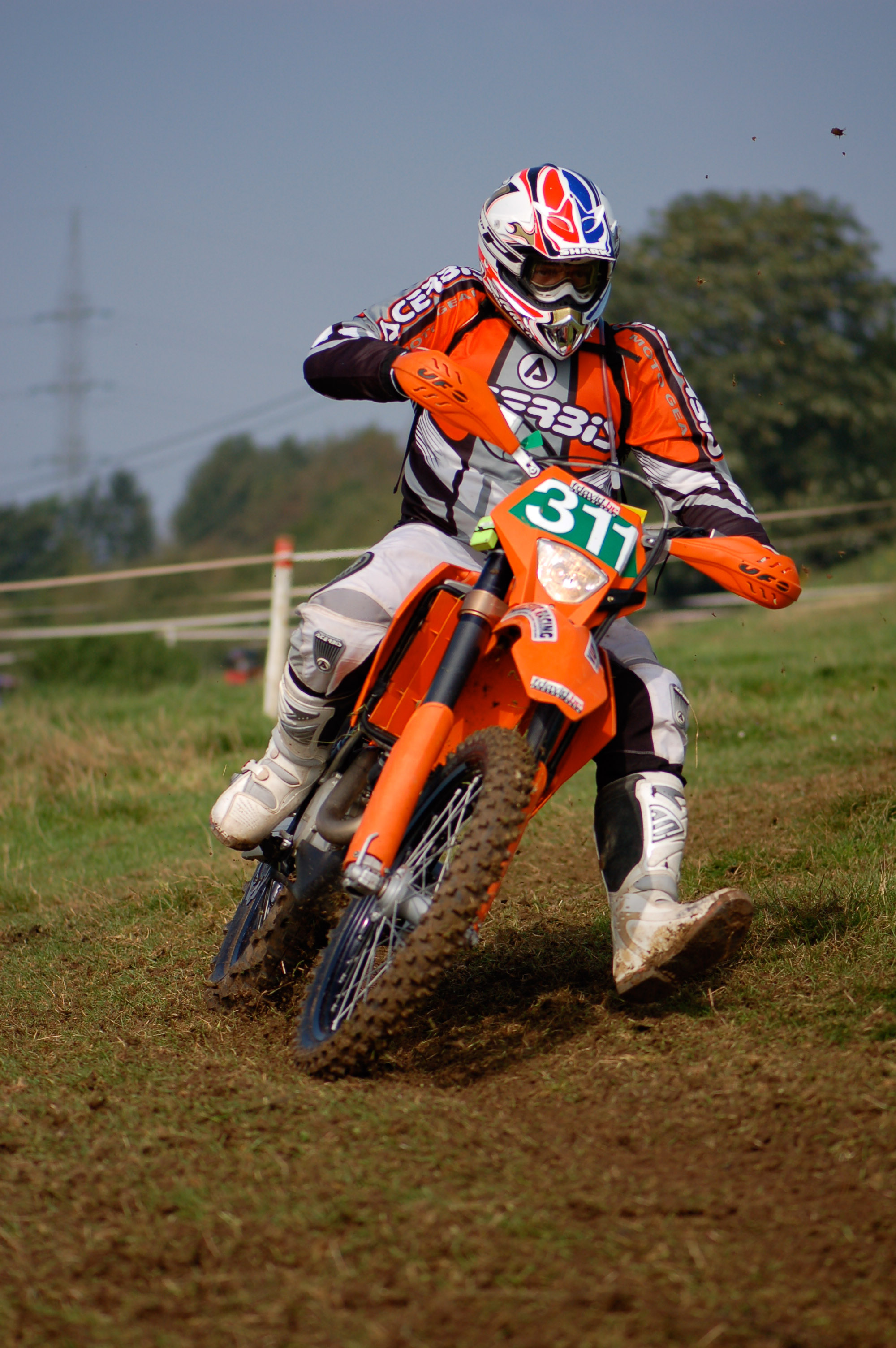
Enduro

Enduro je motocyklový sport, při němž je úkolem jezdce na motocyklu projet terénním úsekem co nejvícekrát v co nejkratší době.

## Popis soutěže
Závodí se na přírodní trati s hlinitým nebo hlinitopísčitým povrchem na speciálním motocyklu, který musí splňovat nutnou výbavu pro silniční provoz. Trať se skládá z testů a přejezdů. Testy jsou na vytyčené trati a měří se na nich čas průjezdu. Testy bývají nejčastěji ve formě cross testu (jezdí se po vytyčené motokrosové trati nebo na louce) či enduro testu (kdy se jezdí velmi náročný terén s prudkými výjezdy a sjezdy). U přejezdů se neměří čas, ale je nutno dojet ve stanoveném čase na start dalšího testu. Na přejezdové trase jsou kontrolní místa, která jezdec nesmí vynechat, jinak dostává trestné body, nebo hrozí vyloučení ze soutěže. Přejezdové trasy mohou vést i po běžných komunikacích nebo obcemi, kde závodník musí dodržovat pravidla silničního provozu.
Vrcholovým podnikem je mistrovství světa. Sportovci se sdružují pod Mezinárodní motocyklovou federaci FIM. Nejznámější motocyklovou soutěží v enduru je Mezinárodní motocyklová šestidenní nebo vytrvalostní závody typu Rallye Dakar.
Slovo enduro je odvozeno z anglického endurance (výdrž).

## Motocykly Enduro
Mezi největší výrobce enduro motocyklů patří rakouská KTM a švédská Husqvarna. Mezi další přední výrobce patří japonská čtyřka Yamaha, Honda, Kawasaki, Suzuki, jejíž enduro speciály jsou odvozeny od motokrosových. Švédská Husqvarna, která byla majetkově propojena s německou BMW, je v současnosti v majetku rakouské firmy KTM. Dále se v enduru prosazují evropské značky Sherco, Beta a Gas Gas.
V minulosti se v tomto sportu výrazně prosadilo i Československo se svojí značkou Jawa.